# Студёновка (Эртильский район)
Студёновка — посёлок в Эртильском районе Воронежской области России. Входит в состав Ячейского сельского поселения.

## География
Посёлок находится в северной части Воронежской области, в лесостепной зоне, в пределах Окско-Донской равнины, к востоку от реки Малый Эртиль, на расстоянии примерно 7 км (по прямой) к северо-западу от города Эртиль, административного центра района. Абсолютная высота — 144 метра над уровнем моря.
Часовой пояс
Посёлок Студёновка, как и вся Воронежская область, находится в часовой зоне МСК (московское время). Смещение применяемого времени относительно UTC составляет +3:00.

## Население
| 2000 | 2010 |
| ---- | ---- |
| 30   | ↘16  |

Гендерный состав
По данным Всероссийской переписи населения 2010 года в гендерной структуре населения мужчины составляли 56,3 %, женщины — соответственно 43,7 %.
Национальный состав
Согласно результатам переписи 2002 года, в национальной структуре населения русские составляли 97 %.

## Улицы
Уличная сеть посёлка состоит из одной улицы (ул. Студёновская).